# Тур «Д» (Дюссельдорф)

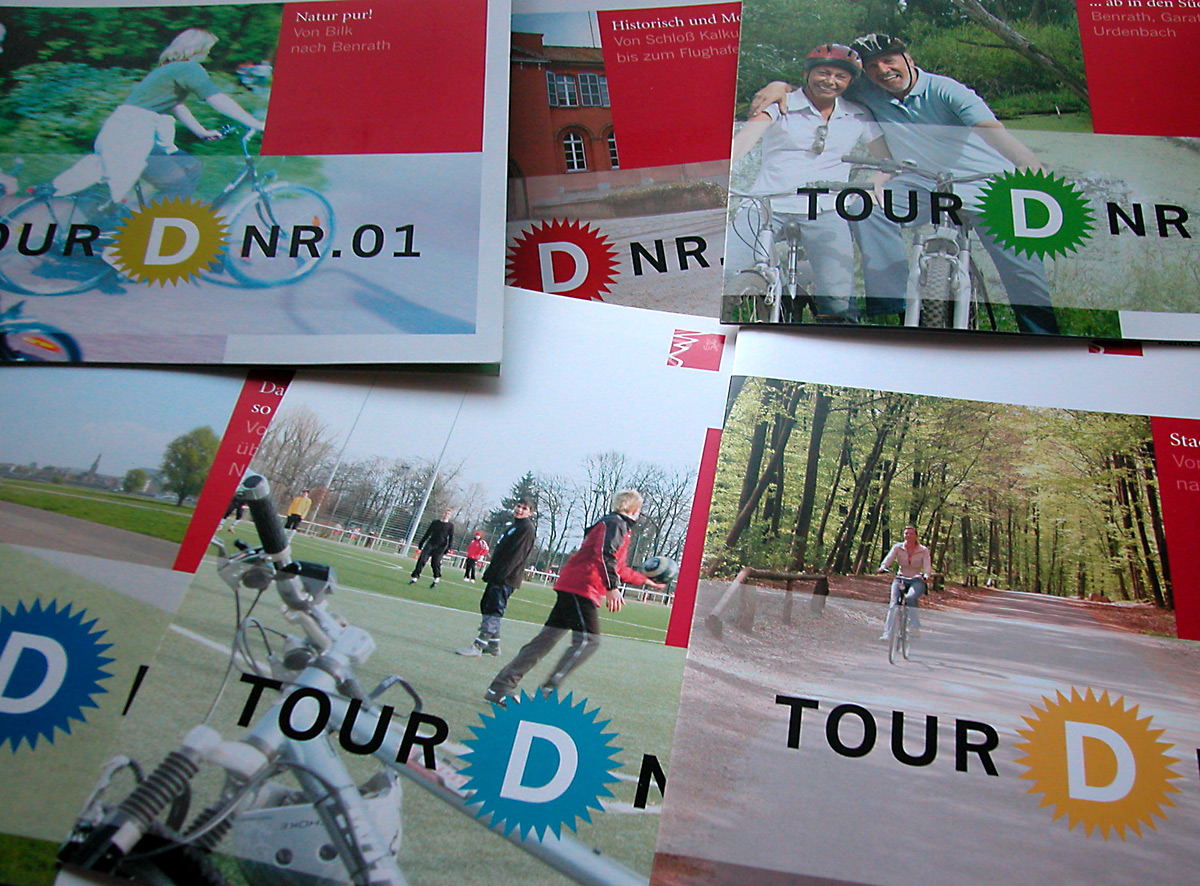
Буклеты под общим названием «Тур Д», Дюссельдорф

Тур «Д» (нем. Tour D) — многолетний велосипедный проект Дюссельдорфа (Германия), призванный активизировать жителей города в использовании велосипеда как для повседневных нужд, так и для более активного и здорового образа жизни. Проект играет существенную роль в превращении Дюссельдорфа в город, благоприятный для велосипедизма.

## История
Проект «Тур Д» начинает свою историю в Дюссельдорфе в 2003 году. Тогда мэрия города выпустила первый буклет, предназначенный для любителей активного велосипедного отдыха. Причём именно для оздоровительного отдыха в пределах большого города, что само по себе было смелой идеей, поскольку Дюссельдорф является столичным городом и имеет большую автомобильную нагрузку на природу.
Организатор проекта — Вернер Леонхард (Werner Leonhard), организатор и руководитель отдела велодвижения при мэрии Дюссельдорфа.
Опыт удался и многие жители города, получив этот бесплатный буклет, в котором описывались все достопримечательности первого дюссельдорфского веломаршрута с приложением подробных карт, стали регулярно выезжать на маршруты в пределах города.
После этого велосипедный отдел стал ежегодно выпускать по одной новой брошюре, приурочив это событие к празднику велосипеда города. Маршруты разрабатываются с таким расчётом, чтобы они проходили не только по наиболее красивым местам Дюссельдорфа, но и по наиболее подготовленным и безопасным велосипедным дорожкам, которые строятся и вводятся в эксплуатацию ежегодно.
Количество экземпляров буклетов колеблется от 7 до 15 тысяч. Их можно бесплатно приобрести в районных управлениях мэрии. Протяжённость маршрутов в пределах 20 километров, то есть велотуры рассчитаны на семьи с детьми. 
Опыт показал, что эти внутригородские маршруты интересны не только для горожан, но и для гостей Дюссельдорфа, поэтому они стали пользоваться повышенным спросом. С 2008 года маршруты интегрированы в интернет-ресурс Google Earth.

## Маршруты
- Тур Д1 — «От Билька до Бенрата» (Von Bilk nach Benrath)
- Тур Д2 — «От замка Калькум до аэропорта» (Von Schloß Kalkum bis zum Flughafen)
- Тур Д3 — «От Старого города до Флее» (Von der Altstadt bis nach Flehe)
- Тур Д4 — «От Хольтхаузена до Штокума» (Von Holthausen bis Stockum)
- Тур Д5 — «От Мёрсенбройха до Герресхайма» (Von Mörsenbroich nach Geresheim)
- Тур Д6 — «Бенрат, Гарат, Урденбах» (Benrath, Garath, Urdenbach)
- Тур Д7 — «Из центра через Оберкассель и Нидеркассель до Лёрика» (Von der Innenstadt über Oberkassel, Niederkassel bis Lörick)